# کریس بنت (فوتبال)
کریس بنت (انگلیسی: Chris Bennett؛ زادهٔ ۱۵ ژانویهٔ ۱۹۵۲) بازیکن فوتبال اهل بریتانیا است.
از باشگاه‌هایی که در آن بازی کرده‌است می‌توان به اشاره کرد.
وی همچنین در تیم‌های ملی فوتبال کانادا و Canada men's national under-23 soccer team بازی کرده‌است.